# Suore dell'adorazione del Santissimo Sacramento
Le suore dell'adorazione del Santissimo Sacramento (in francese Sœurs de l'Adoration du Très Saint-Sacrement) sono un istituto religioso femminile di diritto pontificio.

## Storia
La congregazione venne fondata nel 1821 a Quimper da François-Marie Langrez (1787-1862) assieme a Marie Olympe de Moëllien (1786-1843) e venne approvata come istituto di diritto diocesano dal vescovo Jean-Marie Graveran il 27 marzo 1845.
L'istituto ricevette il pontificio decreto di lode il 27 marzo 1874 e le sue costituzioni vennero approvate definitivamente dalla Santa Sede il 24 marzo 1947.

## Attività e diffusione
Le suore della congregazione si dedicano all'adorazione perpetua del Santissimo Sacramento e all'assistenza agli orfani e ai bambini abbandonati.
Le religiose sono presenti in diverse località del dipartimento di Finistère, in Bretagna; la sede generalizia è in rue du Rody a Guipavas, in diocesi di Quimper.
Al 31 dicembre 2008 la congregazione contava 19 religiose in 4 case.